# Taxi, Taxi
Taxi, Taxi, či Taxi 2, je francouzský film režiséra Gérarda Krawczyka z roku 2000, volné pokračování filmu Taxi z roku 1998.

## Děj
Lily se rozhodne představit Daniela rodičům. Daniel netuší, že její otec je generál a navíc se na oběd opozdí. Ale padne budoucímu tchánovi do oka. Emiliánovi se konečně podaří získat řidičský průkaz, ale jeho řidičské schopnosti nejsou o moc lepší. Do Marseille přicestuje japonský ministr obrany. Náčelník místní policie se mu snaží předvést bezpečnostní systémy, ale ministra při přehlídce unesou členové Jakuzy. Chtějí zabránit mezinárodním smlouvám a snaží se ministra zhypnotizovat, aby spáchal atentát na francouzského prezidenta. Policie díky Danielovi zjistí, že se mafiáni přemístili do Paříže. S generálovou pomocí se tam dopraví i Daniel s Emiliánem ve svém taxíku a vysvobodí ministra i Emiliánovu přítelkyni policistku Petru a mafiány ve vozech Mitsubishi Lancer EVO VI nalákají při zběsilé honičce Paříží do pasti.